# Mónica Iturribarría Portillo
Mónica Iturribarría Portillo (Oaxaca, 4 de octubre de 1981) es artista visual mexicana dedicada al arte textil, en especial el bordado, además de otras técnicas como: dibujo, gráfica, escultura, intervención, ensamblaje e instalación.
Su proyecto 1/40 000 ante el dolor de los demás, que consiste en bordar en pañuelos las noticias de asesinatos y desapariciones a causa de la violencia por el narcotráfico en México como una forma de visibilizar, denunciar y reflexionar sobre dicho fenómeno, es uno de los antecedentes en este país de invitar a bordar los nombres de las víctimas de desaparición forzada o feminicidio en el espacio público que realizan diversas colectivas.

## Biografía
Estudió la licenciatura en Artes Plásticas en la Universidad de las Américas Puebla y tiene una especialidad en Arte Contemporáneo por la Universidad Benito Juárez de Oaxaca en colaboración con el Centro Cultural La Curtiduría. Además, cursó el seminario Prácticas de arte contemporáneo y postcontemporáneo, impartido por el curador Pablo Rico Lacasa, y el diplomado en Arte Contemporáneo en el Centro de las Artes San Agustín (CASA).

### Trayectoria
Fue seleccionada para exposición en el Encuentro Nacional de Arte Joven de Aguascalientes, en 2006, en la 5va. Bienal Nacional de Artes Visuales de Yucatán, en 2011 y en la sala Proyecto Joven, SECULTA, MUPO, Oaxaca, 2013. Recibió Mención Honorífica en la 8.ª Bienal de Puebla de los Ángeles, organizada por la Ibero Puebla, en 2011.
En 2009 fue beneficiada por el programa Jóvenes Creadores, Fondo Estatal para la Cultura y las Artes (FOESCA) de Oaxaca y más tarde, recibió la del Programa de Estímulo a la Creación y Desarrollo Artístico (PECDA), Oaxaca, 2011 y 2021.
Ha impartido talleres de bordado contemporáneo para artistas y público interesado en distintos espacios y eventos culturales como la Feria Internacional del Libro de Oaxaca, en el 2021.

## Exposiciones individuales
- Moda + Erotismo. Biblioteca de la UDLAP, Puebla 2005.
- Autorretrato de la V. Biblioteca Andrés Henestrosa, Oaxaca, 2006.
- Pequeña Muerte. Cuarto de exposiciones la Luz de la nevera, UDLAP Puebla, 2007.
- La vulva como objeto. Galería Manuel García. Arte contemporáneo, Oaxaca, 2008.
- Intervención Fiestas de Mayo: Líneas peatonales. Museo Arte Contemporáneo de Oaxaca (MACO), Teatro Juárez, Teatro Alcalá y Jardín etnobotánico de Oaxaca, 2012.
- 3/60,000. Galería Freelance, pasaje Rodríguez, Festival Interzona, Tijuana, 2013.
- 1/40 000 ante el dolor de los demás. Museo de Los Pintores Oaxaqueños (MUPO), Oaxaca, 2013.
- Viernes negro, líneas de consumo. Galería Alhóndiga, Oaxaca, 2016.
- Mexican Contemporary Textil Art. En el marco de la Manufacture, Festival Lille, Francia, 2019.
- Poner la mesa. Ramen-Ya by Kintaro, Oaxaca, 2022.[7][8]

## Exposiciones colectivas
- Arte Joven. Casa de la cultura de Aguascalientes 2006.
- Cadáver exquisito. La Curtiduría, Oaxaca 2008.
- 15 artistas contemporáneos en Oaxaca. Espacio Zagache, Taller Gráfica Actual, Oaxaca, 2009.
- Pecha Kucha Nigths. Oaxaca, 2009.
- Se venden solas. Colectivo CEACO-La Curtiduría, Zócalo de Oaxaca, Oaxaca 2010.
- Oaja Cool. Cuarto Contemporáneo, Oaxaca 2010.
- Proyecto clínica cuerpo. 2 acciones en video, Colectivo CEACO-La Curtiduría, Oaxaca 2011.
- Central de abastos. Muestra Internacional de Video. Ojo de perro, Oaxaca, 2012.
- Tramas. Cuarto Contemporáneo, Oaxaca 2011.
- Irrigación. Museo de la Ciudad de Guadalajara y Galería Alianza Francesa, 2012.
- Espora. Galería de la cuidada, Tijuana, 2012.
- Intervención La sal, el oráculo y la muerte. Matria. Jardín arterapéutico, Oaxaca, 2013.
- Una línea de polvo. Taller Espacio Alternativo, Oaxaca, 2014.
- Pájaros en el alambre, intervención sonora. 95.3 FM, Oaxaca, 2014.
- Les Beaux-art festival a-part, Les Désastres de la Guerre, Le Château des Alpilles, 2014.
- OAXACA CONTEMPORÁNEO +/-35. Galería de la Secretaría de las Culturas, Saltillo,2014.
- ENTRETLA. Diálogos en torno al Bordado Contemporáneo. Galería Terminal 205, Cholula, Puebla, 2015.
- Lenguaje de los sentimientos. Finlandia, 2015.
- Handmade politics. Finlandia, 2015.
- Línea de Polvo. Brasil, 2015.
- Como cuando puedes ver la luz entre los cerros. La comisión, Oaxaca, 2017.
- La casa loca. Festival Lille (El Dorado), Francia, 2019.
- Inverso. NN Galería, Oaxaca, 2020.
- Tú de mí/ Yo de ti. MACO, Oaxaca, 2021.[9]